# U-625
Unterseeboot 625 foi um submarino alemão do Tipo VIIC, pertencente a Kriegsmarine que atuou durante a Segunda Guerra Mundial.
O U-625 esteve em operação entre os anos de 1942 e 1944, realizando neste período 10 patrulhas de guerra, nas quais afundou 5 navios aliados num total de 19880 toneladas de arqueação.
Foi afundado  por cargas de profundidade lançadas por uma aeronave Sunderland (RCAF Sqdn. 422/U) no dia 10 de março de 1944, causando a morte de todos os 53 tripulantes.

## Comandantes
| Comandante             | Data                                         |
| ---------------------- | -------------------------------------------- |
| Kptlt. Hans Benker     | 4 de junho de 1942 - 2 de janeiro de 1944    |
| Oblt. Kurt Sureth      | 2 de janeiro de 1944 - 25 de janeiro de 1944 |
| Oblt. Siegfried Straub | 26 de janeiro de 1944 - 10 de março de 1944  |

## Subordinação
Durante o seu tempo de serviço, esteve subordinado às seguintes flotilhas:
| Período                                      | Flotilha                                   |
| -------------------------------------------- | ------------------------------------------ |
| 4 de junho de 1942 - 30 de setembro de 1942  | 8. Unterseebootsflottille (treinamento)    |
| 1 de outubro de 1942 - 31 de outubro de 1942 | 3. Unterseebootsflottille (serviço ativo)  |
| 1 de novembro de 1942 - 31 de maio de 1943   | 11. Unterseebootsflottille (serviço ativo) |
| 1 de junho de 1943 - 31 de outubro de 1943   | 13. Unterseebootsflottille (serviço ativo) |
| 1 de novembro de 1943 - 10 de março de 1944  | 1. Unterseebootsflottille (serviço ativo)  |

## Operações conjuntas de ataque
O U-625 participou das seguinte operações de ataque combinado durante a sua carreira:
- Rudeltaktik Boreas (19 de novembro de 1942 - 28 de novembro de 1942)
- Rudeltaktik Nordwind (24 de janeiro de 1943 - 4 de fevereiro de 1943)
- Rudeltaktik Eisbär (27 de março de 1943 - 15 de abril de 1943)
- Rudeltaktik Coronel (4 de dezembro de 1943 - 8 de dezembro de 1943)
- Rudeltaktik Coronel 1 (8 de dezembro de 1943 - 14 de dezembro de 1943)
- Rudeltaktik Coronel 2 (14 de dezembro de 1943 - 17 de dezembro de 1943)
- Rudeltaktik Föhr (18 de dezembro de 1943 - 23 de dezembro de 1943)
- Rudeltaktik Rügen 6 (23 de dezembro de 1943 - 28 de dezembro de 1943)
- Rudeltaktik Preussen (7 de março de 1944 - 10 de março de 1944)

## Coordenadas
1. ↑  em posição 52° 35' N 20° 19' O